# Joan Severance
Joan Marie Severance (Houston, 23 december 1958) is een Amerikaans actrice en ex-model. Haar vader was systeemingenieur bij IBM en werd over de hele wereld gedetacheerd. Het gezin woonde enige tijd in Libië maar moest als gevolg van de Zesdaagse Oorlog in 1967 dat land verlaten. Terug in Houston werkte ze vanaf haar 15e als model. Aanvankelijk wilde Severance dierenarts worden, maar als gevolg van haar internationale carrière ging dat niet door. Haar eerste filmrol was in Lethal Weapon, maar haar echte doorbraak kwam met de film See No Evil, Hear No Evil.
In 1990 en 1992 verscheen Joan Severance in Playboy.

## Filmografie
- Bibliothèque nationale de France: cb142263671 (data)
- International Standard Name Identifier: 0000 0000 0303 9630
- Library of Congress Control Number: no96016970
- Virtual International Authority File: 22353519
- WorldCat: E39PBJyH3DRrqmtbYh8q4WhbVC